# Heinz Berner
Heinz Berner (* 23. Juni 1917; † nach 1952) war ein deutscher Fußballspieler, der von 1950 bis 1952 für Rotation Dresden 54 Spiele in der DDR-Oberliga, der höchsten Spielklasse im DDR-Fußball, bestritt.

## Sportliche Laufbahn
Berner gewann 1949 mit der SG Dresden-Mickten den sächsischen Fußballpokal und 1950 die sächsische Fußballmeisterschaft. Im entscheidenden Spiel um die Meisterschaft am 10. April 1950 gegen die SG Lauter wirkte Berner beim 3:1-Sieg als linker Läufer mit. Als sächsischer Meister beteiligte sich die SG Mickten an den Aufstiegsspielen zur DDR-Oberliga. Mit vier Siegen, drei Unentschieden und einer Niederlage gewannen die Dresdner, die noch während der Aufstiegsspiele der Betriebssportgemeinschaft (BSG) Sachsenverlag Dresden angeschlossen wurden, die Aufstiegsrunde. Von den 21 erzielten Toren steuerte Berner einen Treffer bei. Nach der erfolgreich abgeschlossenen Aufstiegsrunde spielten die Dresdner ab 1950/51 in der Oberliga und traten dort unter dem neuen Namen BSG Rotation an. Der schon 33-jährige Berner gehörte zum Oberligakader und wurde zum Mannschaftskapitän bestimmt. In seiner ersten Oberligasaison bestritt er 32 der 34 ausgetragenen Punktspiele, in denen er hauptsächlich im Mittelfeld, mehrmals aber auch als Stürmer eingesetzt wurde. In der folgenden Spielzeit absolvierte Berner vom 1. bis zum 22. Spieltag alle Punktspiele und wurde durchgehend als zentraler Mittelfeldspieler eingesetzt. Nach dem 22. Spieltag wurde er aus disziplinarischen Gründen aus der Oberligamannschaft ausgeschlossen. Anschließend tauchte er nicht mehr im höherklassigen Fußball auf. Mitte der 1950er Jahre war er Übungsleiter der drittklassigen Bezirksligamannschaft von Motor Radeberg, später beim Dürrröhrsdorfer Fünftligisten Rotation Wesenitztal.